# Ołtarz z kościoła św. Piotra w Hamburgu
Ołtarz z kościoła św. Piotra w Hamburgu – XIV-wieczny ołtarz z malowidłami Mistrza Bertrama, znajdujący się do 1900 r. w kościele św. Piotra w Hamburgu. Obecnie prezentowany jest w Kunsthalle.
Przykład gotyckiego malarstwa tablicowego należący do wczesnej fazy stylu pięknego.

## Dzieje
Anno 1383 wort de tafel des hogen altares tho S. Peter tho Hamborch gemaket, hetede mester Bertram zvan Mynden – tak brzmi passus z kroniki miejskiej Hamburga, którego treść ujawnia nam zarówno imię, jak i pochodzenie artysty oraz funkcję i miejsce wykonania dzieła – kościół św. Piotra – główna parafia miasta Hamburga.
Dzieło zostało wykonane w latach 1379–1393 dla hamburskiej fary, jako ołtarz główny. W roku 1793 ołtarz został przeniesiony do miejscowości Grabow w powiecie Ludwigslust-Parchim w zachodniej Meklemburgii (stąd często w literaturze występuje również nazwa Grabower Altar (Ołtarz z Grabowa)). Tym samym nie podzielił losu pierwotnego miejsca, hamburska fara w 1842 uległa pożarowi, po którym kościół odbudowano. Odkryty i doceniony w 1900 przez malarza, dyrektora hamburskiego Kunstalle, Alfreda Lichtwarka trzy lata później został przeniesiony do zbiorów tego muzeum, gdzie znajduje się do dziś.

## Wygląd
Jest to retabulum ołtarzowe w formie tryptyku. Jego wymiary to 266 × 726 cm. Tworzą go malowany rewers, którego skrzydła boczne są widoczne po zamknięciu ołtarza oraz rzeźbiony awers. Poszczególne obrazy są malowane techniką tempery na desce.

### Ołtarz zamknięty
Ołtarz słynie przede wszystkim ze skrzydeł malowanych stanowiących niegdyś rewers ołtarza, który w całości można było oglądać po obejściu tryptyku. Składa się on z czterech dużych części, dwie stanowiące odwrocie korpusu środkowego, oraz ruchome skrzydła boczne. Każda z części zawiera po sześć prostokątnych kwater w dwóch rzędach. Ciąg narracji biegnie jednak niezależne od konstrukcji ołtarza – biegnie ona od lewej do prawej w każdym rzędzie.
Rząd górny: Stworzenie światła i ciemności, Stworzenie wody, Stworzenie planet i gwiazd, Stworzenie roślin, Stworzenie zwierząt, Stworzenie Adama, oraz Stworzenie Ewy, Poznanie Adama z Ewą, Grzech pierworodny, Potępienie grzeszników, Wygnanie z raju, Adam i Ewa w pracy;
Rząd dolny: Ofiara Kaina i Abla, Bratobójstwo Kaina, Budowa Arki Noego, Ofiara Izaaka, Izaak i Ezaw, Izaak i Jakub, oraz Zwiastowanie, Narodzenie, Pokłon Trzech Króli, Prezentacja Chrystusa w świątyni, Rzeź niewiniątek i Odpoczynek podczas ucieczki do Egiptu.
|  |  |
|  |  |

### Ołtarz otwarty

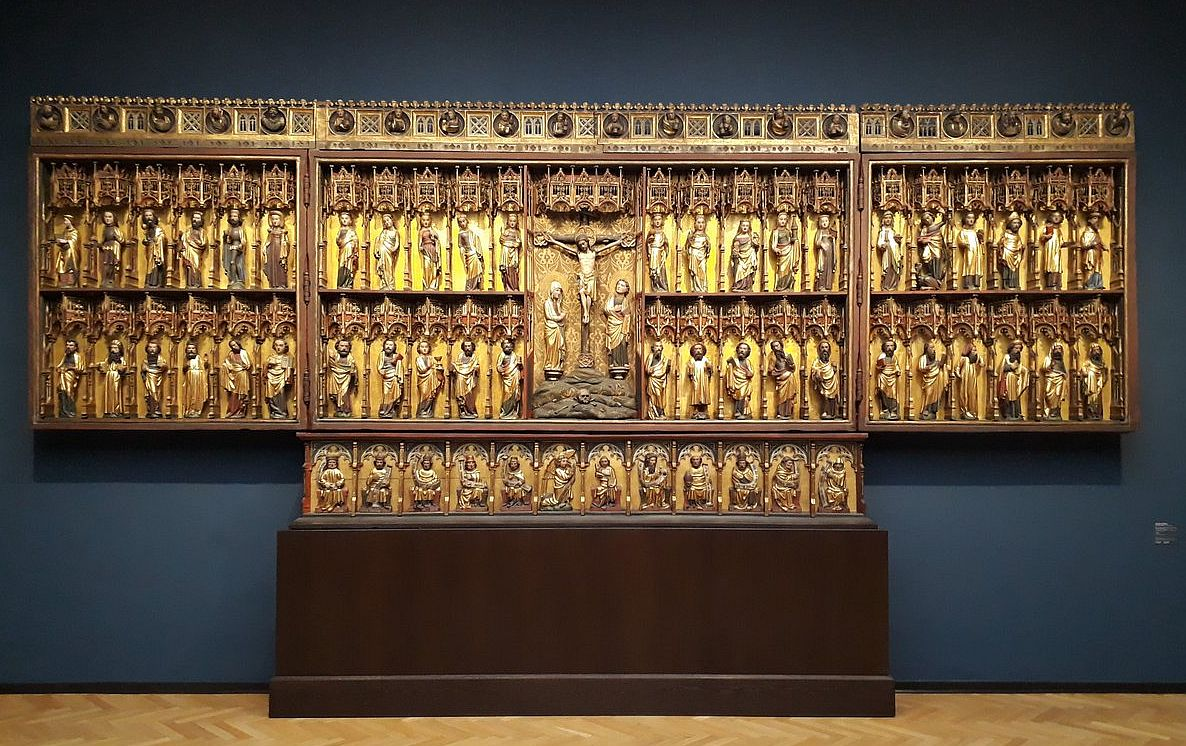
Ołtarz otwarty

Otwarty ołtarz stanowi zespół drewnianych pozłacanych rzeźb ściśle wpisanych w architektoniczną strukturę. Tworzą ją dwa rzędy prostokątnych kwater z pojedynczymi pełnoplastycznymi figurami świętych, nakrytych ozdobnymi baldachimami (po 10 figur w części środkowej i 12 figur na skrzydłach bocznych), na osi korpusu ołtarza pomiędzy rzędami figur umieszczone było zajmujące całą wysokość kompozycji przedstawienie Grupy Ukrzyżowania – Ukrzyżowany Chrystus wraz z Marią i Janem Ewangelistą usytuowani są na wzgórzu, na jego stokach leży czaszka symbolizująca biblijną Golgotę. Każda z części miała koronkowe zwieńczenie, wzbogacone tondami z popiersiami proroków oraz Panien Mądrych i Panien Głupich.

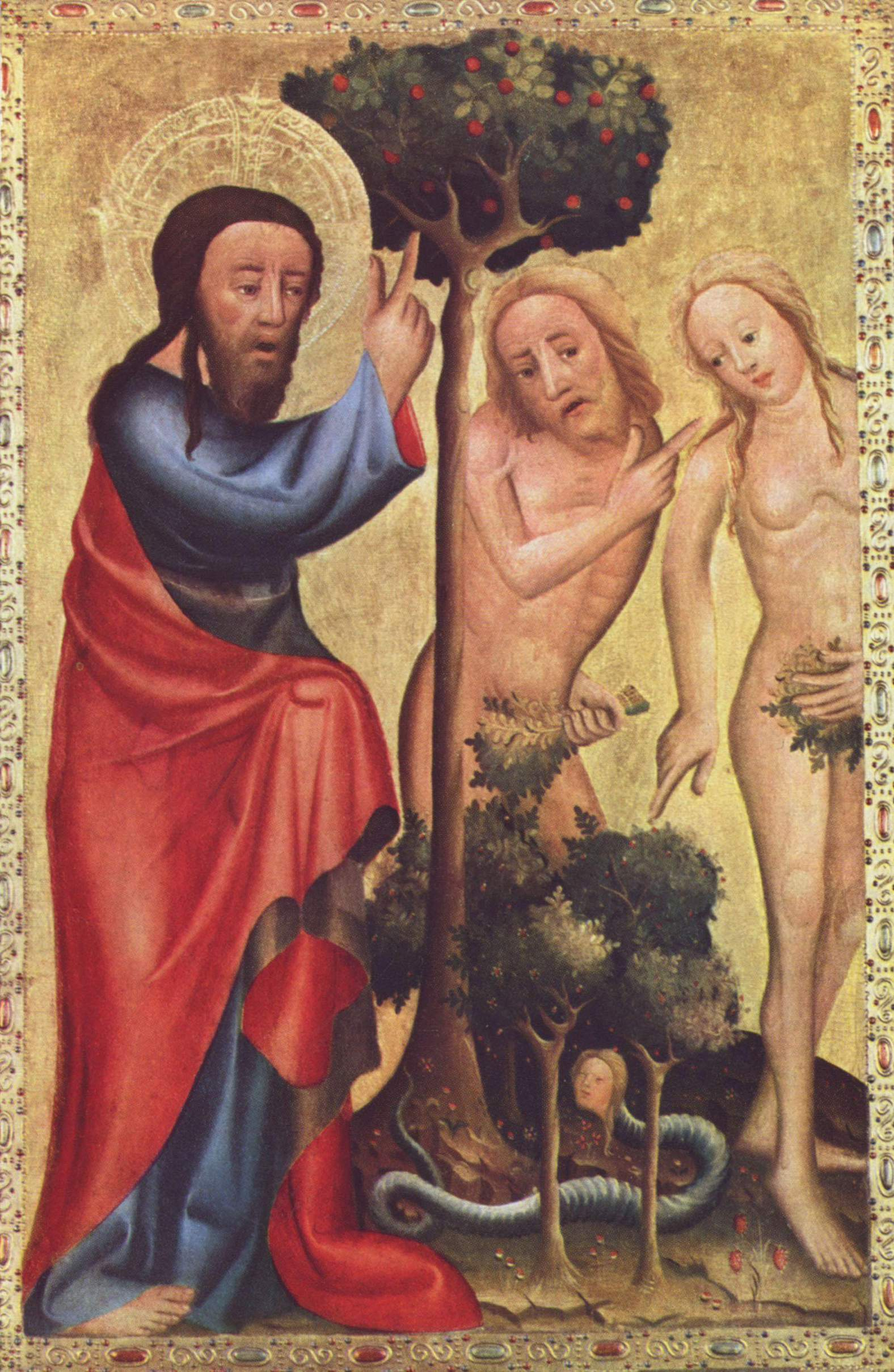
Potępienie grzeszników – fragment ołtarza Mistrza Bertrama

Predella zawiera rząd arkad pod którymi znajdują się kolejne rzeźby – pośrodku scena Zwiastowania, którą flankują figury pierwszych Doktorów Kościoła (po lewej) oraz główni święci zakonnicy (po prawej).